# Duško Savanović
Duško Savanović, en serbio: Душко Савановић (nacido el 5 de septiembre de 1983 en Belgrado, Serbia) es un exjugador de baloncesto serbio, profesional durante 14 temporadas. Mide 2,04 m y jugaba de Ala-Pívot . Es internacional absoluto con Serbia. Anunció su retiro al finalizar la temporada 2016-17.

## Carrera profesional

### Primeros años
Empezó su carrera en el año 2003, en el filial del KK FMP Zeleznik. Después jugó en el KK Borac Čačak en la 2004-2005, donde fue nombrado Novato del Año. En la siguiente temporada volvió al KK FMP Zeleznik, esta vez al primer equipo. Con FMP ganó la ABA Liga en 2006, la segunda en toda la historia del club. Fue una pieza importante en el equipo y fue elegidor Novato del Año de la ABA Liga. Ambos clubes jugaban en la YUBA Liga.

### UNICS Kazán
En octubre de 2006 firmó un contrato por dos años con el UNICS Kazán ruso, después de tres años en el FMP (incluyendo su etapa juvenil). Participó en la Copa ULEB, promediando 11.2 puntos y 3.9 rebotes en 15 partidos, para ayudar al UNICS Kazán a llegar a la Final a Ocho. En la liga rusa promedió 11 puntos y 4.7 rebotes en 22 partidos. En 2007 llegó a la final de liga y copa, pero ambas las perdió con el PBC CSKA Moscú.

### Cajasol
El 27 de junio de 2008 firmó con el Cajasol de la ACB. En la temporada 2008-2009, promedió 14.7 puntos (47% en triples) y 4.8 rebotes en 36 partidos. Lideró al equipo a meterse en la Copa del Rey de baloncesto y en los play-offs de la ACB (no se metían desde el año 2000). Hicieron la mejor temporada de la última década. Fue nombrado el MVP de la Jornada 30 de la ACB en la 2008-2009.

### Power Electronics Valencia
Después de dos años en Sevilla, en junio de 2010 firmó con el Power Electronics Valencia, donde jugó por primera vez la Euroliga, alcanzando los cuartos de final y promediando 11.9 puntos y 4.6 rebotes en 21 partidos, entrenado por el que es ahora su entrenador en Munich, Svetislav Pešić. Fue elegido en el Segundo Quinteto de la Euroliga en 2011.

### Anadolu Efes
En junio de 2011, Savanovic anunciaba un acuerdo por tres con el Efes Pilsen para abandonar Valencia. Este acuerdo está supeditado a que el equipo turco abone la cláusula de rescisión del serbio que oscila los 1,5 millones de euros. En 16 partidos, (8 como titular) en la Euroliga, promedió 10 puntos y 5.6 rebotes, mientras que en la liga turca promedió 12.6 puntos y 5.4 rebotes. Participó en el All-Star Game de la TBL en 2013.

### Bayern de Múnich
Después de tres temporadas en Estambul, firmó dos años con el Bayern de Múnich. En su primera temporada promedió 10.3 puntos en 48 partidos en liga y 13.1 puntos en 10 partidos en la Euroliga, incluyendo en diciembre de 2014 el MVP de la jornada 9 de la fase regular, con 37 de valoración. En la victoria de Bayern sobre Turów Zgorzelec, anotó 31 puntos (7 de 10 de 2, 4 de 6 de 3), 14 de ellos en el último cuarto y cogió 6 rebotes.

## Selección nacional
Debutó con la selección absoluta en el Eurobasket 2009 en Polonia. En el verano de 2010 jugó con la selección de Serbia el Mundobasket de Turquía, donde quedaron cuartos al perder 99-88 con la Selección de baloncesto de Lituania en el partido por el bronce.
Participó también en el Eurobasket 2011 en Lituania, donde quedaron octavos. Promedió 13.4 puntos y 3,6 rebotes por partido.

## Estadísticas

### Euroliga
| Año       | Equipo   | PJ | PT | MPP  | %TC  | %3P  | %TL  | RPP | APP | ROB | TPP | PPP  |
| --------- | -------- | -- | -- | ---- | ---- | ---- | ---- | --- | --- | --- | --- | ---- |
| 2010-2011 | Valencia | 21 | 13 | 25.4 | .450 | .365 | .851 | 4.6 | 1.0 | .8  | .4  | 11.9 |
| 2011-2012 | Efes     | 16 | 8  | 27.1 | .371 | .345 | .824 | 5.6 | 1.1 | .8  | .4  | 10.0 |
| 2012-2013 | Efes     | 29 | 25 | 22.7 | .416 | .320 | .814 | 3.7 | 1.0 | 1.0 | .1  | 9.4  |
| 2013-2014 | Efes     | 23 | 19 | 26.1 | .411 | .344 | .694 | 3.7 | 2.2 | .7  | .3  | 10.5 |
| 2014-2015 | Bayern   | 10 | 6  | 25.2 | .451 | .462 | .750 | 4.4 | 1.2 | .7  | .2  | 13.1 |
| Total     |          | 99 | 71 | 25.0 | .420 | .358 | .787 | 4.3 | 1.3 | .8  | .3  | 10.3 |

## Curiosidades
Dusko Savanovic es una persona muy activa en las redes sociales. Mantiene un blog personal en el que habla de baloncesto con un especial sentido del humor, y participa en Twitter y Facebook.